# Emma Lampert Cooper

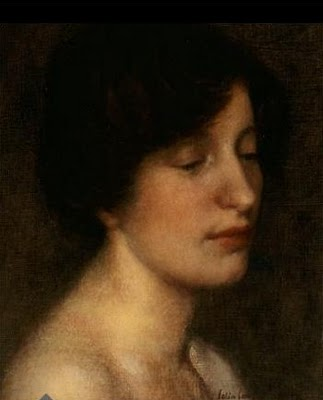
Emma Lampert, door haar man Colin Campbell Cooper

Emma Esther Lampert Cooper (Nunda (New York), 24 februari 1855 - Rochester, 30 juli 1920) was een Amerikaans kunstschilderes. In de jaren 1890 werkte ze ook in Nederland en huwde daar met kunstschilder Colin Campbell Cooper.

## Leven en werk
Lampert was de dochter van een uit Duitsland geëmigreerde leerlooier, die later carrière maakte als groothandelaar in leer. Ze studeerde aan diverse instellingen in New York, onder andere bij William Merritt Chase aan de Art Students League of New York. In 1886-1887 ging ze naar Parijs, schreef zich in aan de Académie Delécluse en exposeerde een werk in de Parijse salon. In 1891 trok ze naar Nederland waar ze in de leer ging bij Hein Kever en voor het eerst ook Laren bezocht. In 1893 won ze een medaille op de World's Columbian Exposition te Chicago met haar Hollandse werk De kostwinner. Tijdens een verblijf in Dordrecht 1896-1897 ontmoette ze de Amerikaanse kunstschilder Colin Campbell Cooper, met wie ze in juni 1897 huwde. Het echtpaar zou in 1898 een jaar deel uitmaken van de Larense kunstkolonie. Ook werkten ze in Kortenhoef en Volendam, waar ze verbleven in Hotel Spaander. In 1900 exposeerde Lampert haar werk op de Wereldtentoonstelling te Parijs. In 1913 maakte het echtpaar nog een uitgebreide reis door India.
Lampert schilderde vooral landschappen, interieurs en portretten in de stijl die sterk verwant is aan de Larense school. Ze genoot in de Verenigde Staten grote waardering en maakte in New York deel uit van de vrouwelijke intelligentsia. Ze was lid van diverse "Art clubs" en doceerde aan meerdere kunstopleidingen. In 1920 overleed ze, 65 jaar oud.

## Hollandse werken

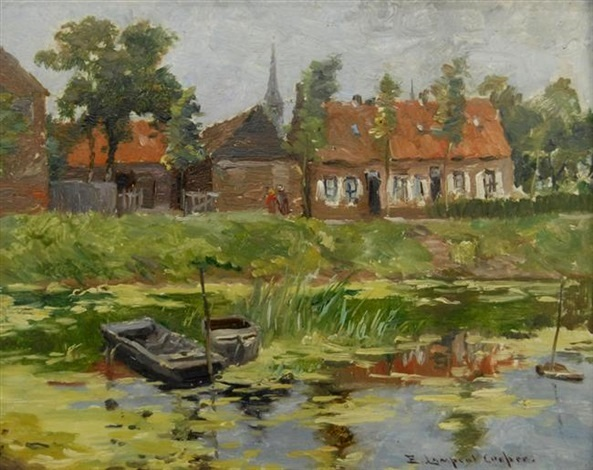
Below the Dyke
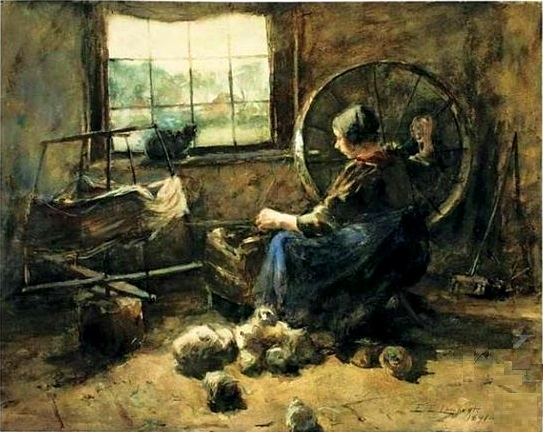
The Breadwinner
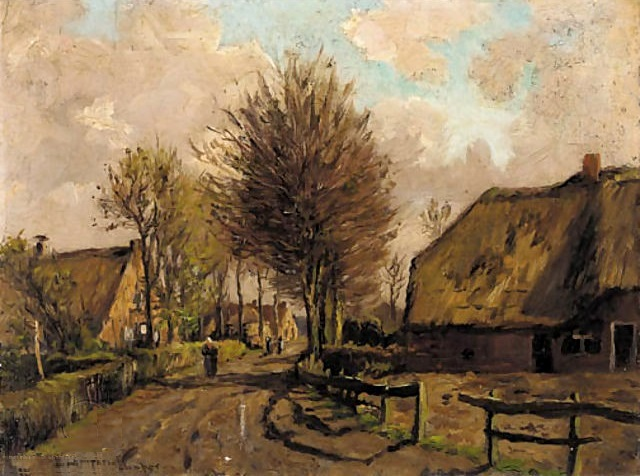
A Lane in Holland